# Siphocampylus tortuosus
Siphocampylus tortuosus är en klockväxtart som beskrevs av Alexander Zahlbruckner. Siphocampylus tortuosus ingår i släktet Siphocampylus och familjen klockväxter.
Artens utbredningsområde är Peru. Inga underarter finns listade i Catalogue of Life.